# The Rescue (film fra 1917)
The Rescue er en amerikansk stumfilm fra 1917 af Ida May Park.

## Medvirkende
- Dorothy Phillips som Anne Wetherall
- William Stowell som Kent Wetherall
- Lon Chaney som Thomas Holland
- Gretchen Lederer som Nell Jerrold
- Molly Malone som Betty Jerrold